# Estação Ecológica de Santa Bárbara
A Estação Ecológica de Santa Bárbara é uma estação ecológica estadual de São Paulo. Possui cerca de 2 712 ha, sendo uma das maiores unidades de conservação do Cerrado no estado de São Paulo. A estação ecológica destaca-se por ser o único local paulista em que existe registro recente do veado-campeiro (Ozotoceros bezoarticus), espécie considerada como criticamente em perigo no estado.